# Jan Cornelius (Liedermacher)

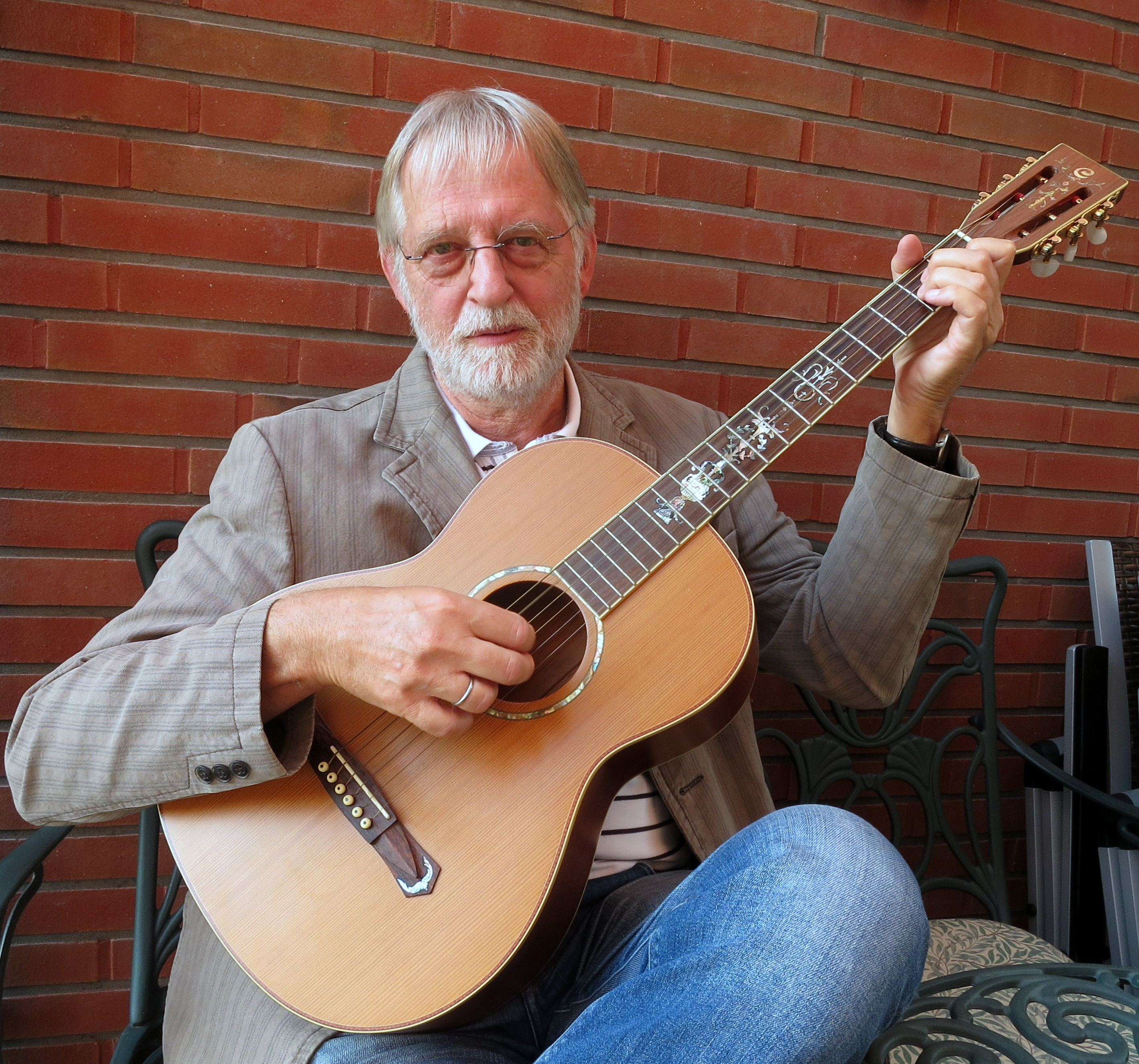
Jan Cornelius (2017)

Jan Cornelius (* November 1953 in Hage bei Norden) ist ein ostfriesischer Liedermacher. Seit 1977 trat er mit seinem Bruder Jürn Cornelius als plattdeutsches Folk-Duo „Jan & Jürn“ auf und nahm vier LPs auf. Ab 1984 veröffentlichte er als Solist. Parallel dazu war er bis zum Ruhestand als Lehrer tätig.

## Leben und Wirken
Jan Cornelius wurde in Hage geboren, seine Eltern waren Dorfschullehrer in der Hagermarsch. 1959 zog die Familie nach Jemgum, wo sein Vater eine Rektorenstelle übernahm. Hier kamen Jan und sein Bruder Jürn in Berührung mit der plattdeutschen Sprache; in der Folge wurde das Plattdeutsche im Hause Cornelius zur Umgangssprache. 
Jan Cornelius erhielt Unterricht in Blockflöte und Klavier. Das Gitarrespiel gab er nach sechs Wochen auf, nachdem sein Vater ihm statt der gewünschten elektrischen eine klassische Gitarre geschenkt hatte. Mit 14 Jahren trat er dem Christlichen Verein Junger Männer (CVJM) bei und wirkte im kirchlichen Posaunenchor mit. 1967 gründete er mit Peter Heikens, Udo Pflüger und Dieter Scharmacher seine erste eigene Band „The Crew“. Aufgrund seines intensiven musikalischen Engagements erwarb er das Abitur am Ubbo-Emmius-Gymnasium in Leer verspätet und begann 1975 ein Lehramtsstudium der Germanistik und Musik an der Universität Oldenburg. Zusammen mit Adalbert Kirchhoff, Gunnar Olsen und Ludger Bojert gründete er die „Poly Skiffle und Rock GmbH“. Cornelius, der das Banjo finanzierte von den Gagen sein Studium. Die Umstellung auf Tanzmusik, die zunehmend aufwändigere Technik sowie seine Vorliebe für eher sanftere Stücke führten schließlich zum Abschied von der Band.
Während seines Germanistikstudiums befasste er sich intensiv mit der plattdeutschen Sprache als Stilmittel in Thomas Manns Roman Buddenbrooks, und ein Auftritt von Hannes Wader ließ in Cornelius das Bewusstsein für die plattdeutsche Sprache wachsen. Gemeinsam mit seinem Bruder Jürn entdeckte er bei ihrer Suche nach alten Liedern die Folkalternative Strackholt. Der Text „Lü, kommt bianner, dat word nödig Tied, för de Free to strieden, dat is bold sowiet, en Pulverfatt word van de Wahnsinn regeert, wi flegen in’t Lücht, wenn neet bold wat gebört“ (Leute, kommt zusammen, es ist höchste Zeit, für die Freiheit zu kämpfen, es ist bald so weit, ein Pulverfass des Wahnsinns regiert, wir fliegen in die Luft, wenn nicht bald etwas geschieht) zeugt von Jans Sympathie mit der 68er Studentenbewegung und seinen Aktivitäten in der Öko- und der Friedensbewegung.
In der Aula der Plytenbergschule in Leer kam es 1977 zu einer ersten öffentlichen Aufführung des aus der Zusammenarbeit der Brüder hervorgegangenen plattdeutschen Programms, das ein Repertoire an spiel- und singbaren traditionellen plattdeutschen Liedern umfasste. Durch den Kontakt zu dem Ostfriesen-Barden Karl Dall kam ein Plattenkontrakt für das erste Album Jan und Jürn – Lieder auf Platt mit ausschließlich plattdeutschen Liedern zustande. Der Komödiant hatte im Rheiderland eine Mühle erworben und erhoffte sich von der Familie Cornelius, die Anfang der 1970er Jahre in Jemgum einen Mühlenstumpf zu Wohnzwecken umgebaut hatten, hilfreiche Tipps für die Raumgestaltung. Mehrere sich anschließende Besuche führten ihm Jan und Jürns musikalische Aktivitäten vor Augen. Im Februar 1978 erfolgte von seiner Seite ein Angebot an die Brüder bezüglich der Aufnahme einer Schallplatte mit ihren Liedern, was mithilfe des Tontechnikers Günther Pauler umgesetzt wurde. Die Brüder beendeten ihre Zusammenarbeit 1984 nach der letzten gemeinsamen Produktion Stünnen glieden. 
Nach Abschluss seines Studiums absolvierte Jan Cornelius das Referendariat und arbeitete als Lehrer. Er veröffentlichte den Gedichtband Achter mien Ogen. Mit den Brüdern Ralf und Mathias Diesel nahm er plattdeutsche Lieder auf, doch der große Erfolg blieb auch nach zehn gemeinsamen Auftritten im Jahre 1986 aus. Nachdem er zwei Jahre lang mit seiner Lebensgefährtin das Mittelmeer befahren hatte, ging er wieder seiner Lehrtätigkeit an der Osterstegschule in Leer nach. 
Cornelius erhielt Anfragen für Soloauftritte und traf auf Klaus Hagemann, einen Bekannten aus der Studienzeitl (langjähriger Gitarrist bei den Emsland Hillbillies). Es entstand die Idee des „Heimschläfer-Konzerts“, wobei Konzerte nur noch auf heimischem Boden beziehungsweise in einem Radius gegeben wurden, der eine Rückkehr nach Hause noch in derselben Nacht ermöglichte. Gerd Brandt aus Wilhelmshaven wirkte in den Kreativphasen als Korrektiv und Produzent mit.
1989 wurde die erste CD mit dem Titel Neje Mörgen publiziert, für die Cornelius Entwürfe und Gedanken aus seinen Tagebuchaufzeichnungen während der Mittelmeerreise verarbeitete. Mit seinen Vertonungen, die 1992 auf der CD En Vögelfeer erschienen, brachte er seine Verehrung für die 1991 verstorbene Lyrikerin Greta Schoon zum Ausdruck, mit der er seit den 1970er Jahren befreundet war. 
Anfang der 1990er Jahre initiierte er ein Projekt mit dem Ziel, die plattdeutsche Sprache seinen Schülern näherzubringen und weiterzugeben und die Menschen von der Vorstellung zu befreien, sie hindere die Kinder am Erlernen des Hochdeutschen, was vielmehr einzig durch eine falsche Übertragung der niederdeutschen Grammatik zustande komme. Wegen einer fehlenden Resonanz der Schüler auf traditionelle plattdeutsche Kinderlieder entwarf er zusammen mit den Chorschülern moderne Arrangements. Dazu gehörten beispielsweise das „Kaugummileed“ oder das Lied von „Robby Roboter“. Begleitend zur 1996 publizierten CD wurde ein Liederheft konzipiert, das anderen Schulen und Kindergärten die Möglichkeit geben sollte, ihrerseits die plattdeutsche Sprache in spielerischer Form an die Kinder weiterzuvermitteln. 
1997 erschien das Konzeptalbum Windgesang, eine plattdeutsche Liedsammlung zum Thema Windmühlen, die mit der Folkgruppe Laway umgesetzt wurde. 1998 unterstützte diese Folkgruppe um Gerd Brandt Cornelius erneut bei der CD Töverland (Zauberland). Diese hatte im Gegensatz zu Windgesang keine Vertonungen niederdeutscher Autoren zum Inhalt, sondern ausschließlich eigene Texte und Melodien.
Zu den Höhepunkten seines musikalischen Schaffens zählten unter anderem der Auftritt mit einer Kindergruppe anlässlich eines Festes im Garten von Schloss Bellevue und die Begegnung mit dem damaligen Bundespräsidenten Richard von Weizsäcker sowie die Interviews mit dem britischen Nachrichtensender BBC bezüglich einer Sprachkursreihe, in der er den Part eines Repräsentanten des Plattdeutschen einnahm.

## Privates
Cornelius ist seit 1993 verheiratet, seine Frau unterrichtete ebenfalls an der Ostersteg-Schule. Die beiden bewohnten eine alte Mühle am Deich, die 20 Jahre zuvor von seinen Eltern erworben und vor dem Verfall gerettet wurde. Nach ihrem Eintritt in den Ruhestand zogen sie 2016 nach Leer.

## Auszeichnungen
- 1993: Bad Bevensen-Preis für besondere Interpretationen auf dem Gebiet des niederdeutschen Liedes
- 1996: Keerlke des Vereins Oostfreeske Taal für seine Verdienste um das Plattdeutsche Kinderlied[11]
- 2001: Heinrich-Schmidt-Barrien-Preis für sein Bemühen um den Erhalt der plattdeutschen Sprache
- 2022: Wilhelmine-Siefkes-Preis, weil er „der plattdeutschen Sprache Ausdruckskraft verleiht und sie auf vielfältige Art weiterentwickelt“[12]

## Musikverständnis
Die Themen des Liedermachers sind beispielsweise der Gesang des Windes, der Lauf der Zeit und des Lebens, das Auf und Ab der Gezeiten und der Liebe, der Zauber des Töverlands und der beruhigenden Landschaft des Nordens, insbesondere der ostfriesischen Landschaft und deren Veränderungen. Er philosophiert über die Sehnsucht nach Geborgenheit, über Alltagsmühen und die Träume von einer besseren Welt.
Seinen Angaben zufolge entstehen seine Kompositionen nicht auf dem Notenblatt. „Sie entstehen im Kopf, mal finde ich den passenden Text zur Melodie, die ich lange in mir getragen habe, mal finde ich die Töne zu einem Text, der mir einfiel“. Johann P. Tammen sagte anlässlich seiner Laudatio für Jan Cornelius bei der Verleihung des Bad-Bevensen-Preises an diesen im Jahre 1993: 

„In der Szene ist doch der Totentanz zugange, hör ich immer häufiger – und wer geht denn schon gerne auf Beerdigungen …? Aber […] da wo die Kunst hin will, ins Licht nämlich, da war’s doch schon immer duster. Was die wirklichen Künstler nie sonderlich irritierte. Konstanz und Qualität, die schaffen immer wieder eine Bahn […]“

„Seine Lieder erzählen von der Liebe, dem Leben, der Landschaft, sie beschreiben das Gestern, das Heute und geben die Hoffnung für ein besseres Morgen nicht auf. Dabei scheut Jan Cornelius sich nicht, in seine Seele blicken zu lassen, immer wieder seine Verbundenheit zur plattdeutschen Sprache und seine Sorge um die Natur zum Ausdruck zu bringen. Geprägt von seinem ostfriesischen Zuhause besingt er in seinen Liedern natürlich auch Wolken, Wind und Wasser. Dieses tut Jan Cornelius aber nicht klischeehaft, sondern immer mit einer kritischen Distanz, mit einem Blick für die Sorgen der Menschen, ihre Ängste und Nöte in einer immer hektischeren und unübersichtlicher werdenden Welt“

## Diskografie
(Quellen: )

### Als plattdeutsches Gesangs-Duo Jan & Jürn
- 1978 – Lieder auf Platt (Album, Stockfisch Records SF 5017)
- 1979 – To Huus (Album, Stockfisch Records SF 5021)
- 1980 – Siet an Siet (Album, Verlag Atelier Im Bauernhaus PL 521)
- 1981 – Stünnen glieden (Album, Verlag Atelier Im Bauernhaus PL 524)

### Soloprojekte mit verschiedenen Gastmusikern
- 1980 – All tosamen in Strackholt (Album, verschiedene Interpreten, Verlag Atelier Im Bauernhaus PL 519)
- 1984 – Musik im Moor (Album, verschiedene Interpreten, Ec Verlag – EC 405/4)
- 1989 – Alltiet weer in Strackholt (Album)
- 1989 – ...un dat was Sömmer (Album)
- 1990 – Neje Mörgen (Album)
- 1991 – Hopp-Popp-Tirreltopp (gemeinsam mit Margret Specht)
- 1992 – En Vögelfeer (Album, Lieder nach Gedichten von Greta Schoon)
- 1993 – Winterwiehnacht Kinnertied (Album, gemeinsam mit Kinderchören)
- 1994 – Tiedenloop (Album)
- 1996 – Kandidel (Album)
- 1997 – Windgesang (Album, mit Laway)
- 1998 – Töverland (Album)
- 2001 – Waterdanz (Album, mit Begleitung von Klaus Hagemann)
- 2003 – Wulkenkieker (Album, mit Klaus Hagemann und Gastmusikern)
- 2005 – Spegelbiller (Album)

### Soloprojekte mit den Dreeklang-Ensemble-Mitgliedern Christa Ehrig und Klaus Hagemann
- 2007 – Dreeklang (Album)
- 2013 – Spöölwark (Album)
- 2010 – Barnsteen (Album)
- 2015 – Sünn un Swaarweer (Album, Jan C. singt Wilhelmine Siefkes)
- 2020 – Vör Anker (Album)
- 2021 – So wied weg (Album)
- 2022 – Dagen flegen vörbi (Album)
- 2024 – Tweespraak bi Nacht (Album)

### Liederbücher
- 2019 – Liederbuch Musikgeschichten, ISBN 978-3-937949-25-3 (Hrsg.: Gerold Meinen)
- 2020 – Liederbuch Kandidel – 26 Kinnerleedjes up Platt